# Harebrained Schemes
Harebrained Schemes est une entreprise américaine de développement de jeux vidéo, basé à Seattle. Elle a été créée en 2011 par Jordan Weisman (en) et Mitch Gitelman. En 2015, le studio comptait un peu moins de 60 employés. En 2023, près de 80% des effectifs du studio sont licenciés par leur propriétaire, le groupe Paradox Interactive, alors que l'équipe est en train de terminer le développement du jeu The Lamplighters League.

## Historique
Au cours de l'année 2023, près de 80% des effectifs du studio sont licenciés par leur propriétaire, le groupe Paradox Interactive, alors que l'équipe est en train de terminer le développement du jeu The Lamplighters League. En parallèle de la mise à disposition du jeu sur le service à abonnement Xbox Game Pass, en octobre 2023, les ventes sont très décevantes ; une semaine après sa sortie, le nombre maximal de joueurs en simultané est de seulement 690. Du fait d'un résultat commercial inférieur à ses attentes, le groupe propriétaire du studio développeur, Paradox Interactive, annonce accuser une perte de 29,4 millions de dollars.

## Jeux développés par la société
- Crimson: Steam Pirates (2011)
- Strikefleet Omega (2012)
- Shadowrun Returns (2013)
- Shadowrun: Dragonfall (2014)
- Golem Arcana (2014)
- Shadowrun: Hong Kong (2015)
- Necropolis (2016), édité par Bandai Namco Games[3].
- BattleTech (2018), édité par Paradox Interactive[4].
- The Lamplighters League (2023), édité par Paradox Interactive.